# De cero
De cero ist das Debütalbum von Diego Gutiérrez. Seine Arrangements und sein Klang bewegen sich im Bereich von Pop-Rock, Latin Pop, Nueva Trova und kubanischer Musik. Im Jahr 2007 erhielt er drei Nominierungen und zwei Cubadisco Awards (in englischer Sprache) in den Kategorien Bestes Trova-Pop-Rock-Album und Bester Videoclip für seine Single „En la Luna de Valencia“.

## Produktion
De cero wurde in den Abdala Studios (Havanna, Kuba) mit einer kleinen Besetzung aufgenommen und stellte für Diego Gutiérrez einen Wendepunkt in der Art und Weise dar, wie er seine Lieder präsentierte. Diese wurden vollständig auf der Gitarre komponiert, und mit den neuen Arrangements erreichten die Lieder eine andere Ebene des musikalischen Ausdrucks, was für seine Anhänger eine angenehme Überraschung war.
Elmer Ferrer und seine damalige Begleitband brachten rockige Klänge, Jazzharmonien und eine frische, unvoreingenommene Herangehensweise an Diegos Arbeit ein, was zur positiven Aufnahme seines Debütalbums beitrug.

## Titelliste
1. Próximo zarpazo (Diego Gutiérrez) – 3:59
2. De vuelta (Diego Gutiérrez) – 4:32
3. Mañana será (Diego Gutiérrez) – 3:21
4. En la Luna de Valencia (Diego Gutiérrez) – 3:51
5. Siguiendo los cometas (Diego Gutiérrez) – 3:52
6. Entre los flashes (Diego Gutiérrez) – 2:44
7. Sabor salado (Diego Gutiérrez) – 3:28
8. Adriana (Diego Gutiérrez) – 2:52
9. Sin mi mitad (Diego Gutiérrez) – 4:11
10. Quién (Diego Gutiérrez) – 3:51
11. Ostra (Diego Gutiérrez) – 4:04

## Albumstaffel
- Gesang, Akustikgitarre und Begleitgesang: Diego Gutiérrez
- E-Gitarre, Akustikgitarre und Begleitgesang: Elmer Ferrer
- Bass und Begleitgesang: Juan Pablo Dominguez
- Schlagzeug und Begleitgesang: Amhed Mitchel
- Klavier und Keyboard: Alexis Bosch
- Moll-Schlagzeug: Francois Zayas
- Trompete: Alexander Abreu
- Begleitgesang: Rochy und Hakely Nakao
- Musikproduktion: Elmer Ferrer
- allgemeine Produktion: Lecsy González